# Pérenchies
Pérenchies és un municipi francès, situat a la regió dels Alts de França, al departament del Nord. L'any 2006 tenia 7.782 habitants. Limita al nord-oest amb Houplines, al nord amb Frelinghien, al nord-est amb Verlinghem, a l'oest amb Premesques, al sud-oest amb Capinghem, al sud amb Lomme i al sud-est amb Lompret.

## Demografia
| 1962                                       | 1968  | 1975  | 1982  | 1990  | 1999  | 2006  |
| ------------------------------------------ | ----- | ----- | ----- | ----- | ----- | ----- |
| 5.050                                      | 5.570 | 6.858 | 6.926 | 7.186 | 7.639 | 7.782 |
| Des de 1962: població sense dobles comptes |       |       |       |       |       |       |

## Administració
| Període   | Identitat     | Partit        |
| --------- | ------------- | ------------- |
| 1971-1995 | Roger Dutriez | Divers droite |
| 1995-2001 | Didier Pira   | PS            |
| 2001 -    | Bernard Provo | Divers droite |

## Agermanament
- Overath
- Pietralunga